# Wereldkampioenschap ijshockey vrouwen 2020
Het wereldkampioenschap ijshockey vrouwen 2020 zou worden gespeeld in de Canadese provincie Nova Scotia. Halifax en Truro zouden gaststeden van dienst zijn.
Het zou de 8e keer geweest zijn dat het toernooi in Canada zou worden gespeeld en (na 2004) de 2e keer in Nova Scotia.
Het deelnemersveld bestond uit tien landen, de kwartfinalisten van het voorafgaande wereldkampioenschap in 2019 en twee promovendi uit Divisie 1 groep A. Door de uitbraak van COVID-19 werd het toernooi evenwel geannuleerd. Canada kreeg het recht om de volgende editie in 2021 te organiseren.